# Franco Zuculini
Franco Zuculini (sinh ngày 5 tháng 9 năm 1990) là một cầu thủ bóng đá người Argentina hiện đang chơi cho câu lạc bộ Colón ở vị trí tiền vệ phòng ngự.

## Sự nghiệp câu lạc bộ
Sinh ra ở La Rioja, Zuculini đã bắt đầu chơi chuyên nghiệp của mình với Racing Club de Avellaneda ngày 13 tháng 4 năm 2008 lúc chưa đủ 18 tuổi, bắt đầu từ 1-0 nhà chiến thắng trước Arsenal de Sarandi cho chức vô địch Primera División.
Anh xuất hiện trong 29 trận đấu và ghi được hai bàn thắng trong mùa giải đầu tiên của mình, giúp đội bóng của anh khỏi xuống hạng trong gang tấc.
Ngày 26 tháng 6 năm 2009, Zuculini ký hợp đồng với TSG 1899 Hoffenheim ở Đức. Anh chỉ xuất hiện trong bảy trận đấu Bundesliga trong thời gian ngắn của mình, ghi được vào ngày 24 tháng 10 tại một nhà giành chiến thắng 3-0 trước FC Nuremberg 1. sau khi vào sân thay thế hiệp hai.
Sau đó Zuculini đã được cho mượn nhiều lần, anh đã chơi cho Genoa CFC ở Italia, cựu câu lạc bộ Racing và Real Zaragoza Tây Ban Nha.